# Паули, Самуэль Жан
Жан Самуэль Паули (фр. Jean Samuel Pauly, собственно Самуэль Иоханнес Паули, нем. Samuel Johann Pauli 1766—1821) — конструктор-оружейник, создатель первого унитарного патрона для стрелкового оружия и первого оружия под унитарный патрон.

## Биография
В 1798 года Паули в чине сержанта артиллерии воюет в составе армии Швейцарии на стороне республиканской Франции под командованием будущего маршала Массена. В 1802 года Паули переезжает в Париж, где работает над конструкцией дирижаблей, поддерживая контакты с оружейным заводом в Сент-Этьене. В 1804 года Паули конструирует автоматический мост. При этом Паули называет себя «полковник Жан Самуэль Паули». Затем Паули основывает оружейную мастерскую, где совершенствует применение «гремучей ртути» в качестве инициатора воспламенения в стрелковом оружии. В 1809 года он принимает на работу в свою мастерскую молодого конструктора-оружейника фон Дрейзе (впоследствии создателя известного ружья Дрейзе).

### Создание унитарного патрона
В Париже, в сотрудничестве с французским оружейником Франсуа Прела Паули создаёт унитарный патрон. Данный патрон состоял из картонного цилиндра, с наполнением из инициатора воспламенения — бертолетовой соли (главное новшество Паули), дымного пороха и круглой пули. Паули продолжает совершенствовать свой патрон и 26 сентября 1812 г. патентует его конструкцию. В улучшенной версии патрона гильза была полностью металлической или картонно-металлической, на дне гильзы устанавливалось капсюльное устройство. Фактически это был прообраз унитарного патрона центрального боя.

### Создание ружья под унитарный патрон

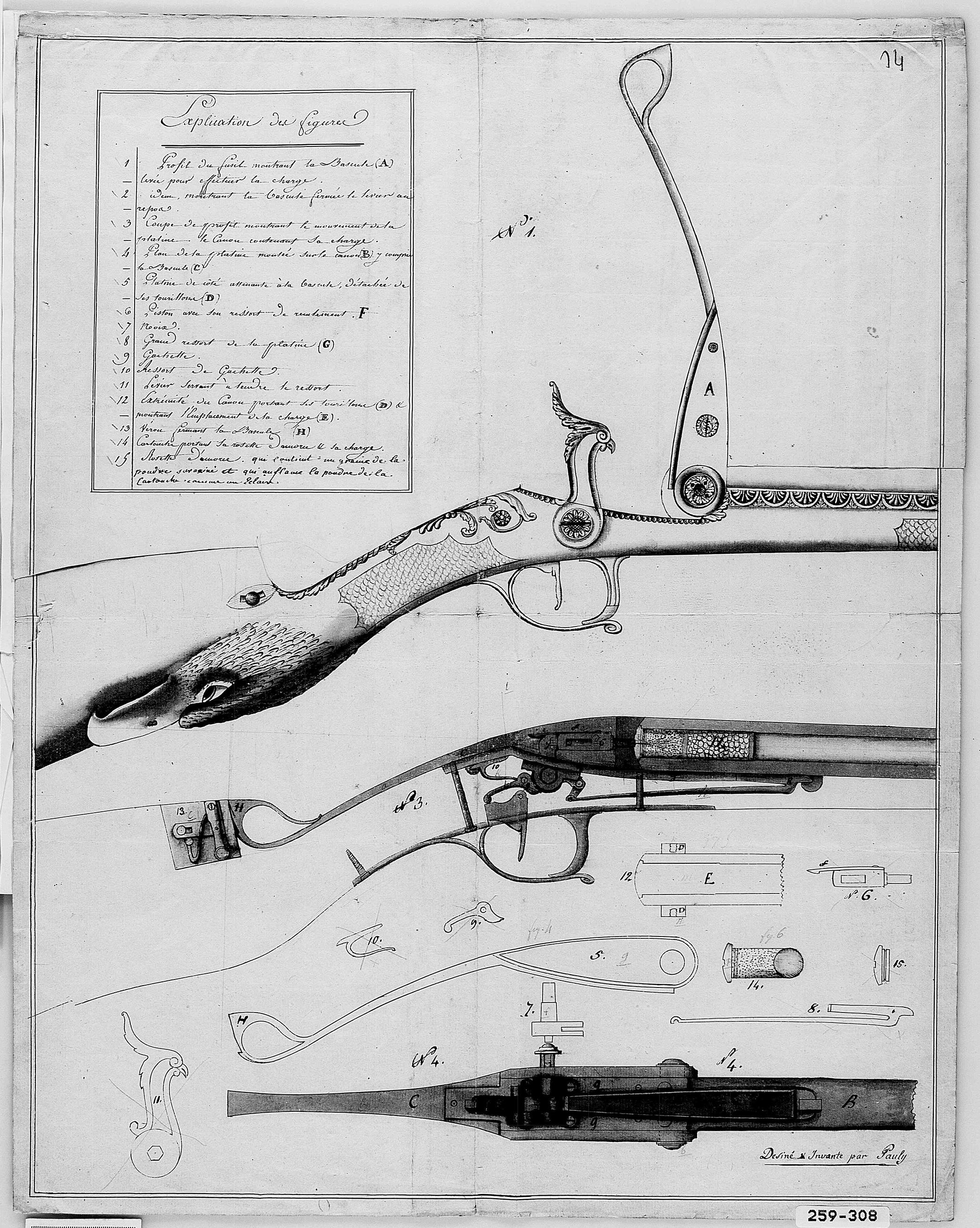
Рисунок из патента 1812 года

29 сентября 1812 г. Паули патентует первое в мире казнозарядное ружьё под унитарный патрон, почти на полвека опередив своё время. В конструкции был предусмотрен сдвигающийся или откидной затвор, автоматический взвод при перезаряжании и система экстракции гильз. 3 января 1813 г. ружьё было продемонстрировало его создателем министру полиции Франции Жан-Мари Савари герцогу Ровиго, при этом показав отличные результаты по сравнению с существующими тогда дульнозарядными кремнёвыми ружьями (дальнобойность и кучность ружья превышала в два раза). О новинке немедленно было доложено императору Наполеону, который очень ей заинтересовался и поручил произвести подробные испытания ружья. Но внедрению оружия помешало падение Французской империи и отречение Наполеона. Дальнейшие работы по теме конструкции унитарного патрона приводят французского оружейника Казимира Лефоше к созданию шпилечного патрона, а Дрейзе — к созданию т. н. «игольчатого патрона».
Оба эти патроны впоследствии были вытеснены патронами центрального воспламенения.

### После свержения Наполеона
5 апреля 1814 г. Дрейзе уезжает в Пруссию, а Паули уезжает в Лондон, где продолжает работы по стрелковому оружию под покровительством оружейника Дарса Эгга. В 1817 г. Паули создаёт конструкцию ружья с новой на то время конструкцией ударного механизма с боевой спиральной пружиной и стержневым ударником (впоследствии такая конструкция стала применяться практически во всех образцах стрелкового оружия) — эту идею заимствовал и внедрил Дрейзе в своём игольчатом ружье.
Несмотря на очевидные преимущества систем Паули, они так и не были внедрены, а сам Паули умер в безвестности.